# Pampu Facula
La Pampu Facula è una struttura geologica della superficie di Mercurio.